# Edna Parker

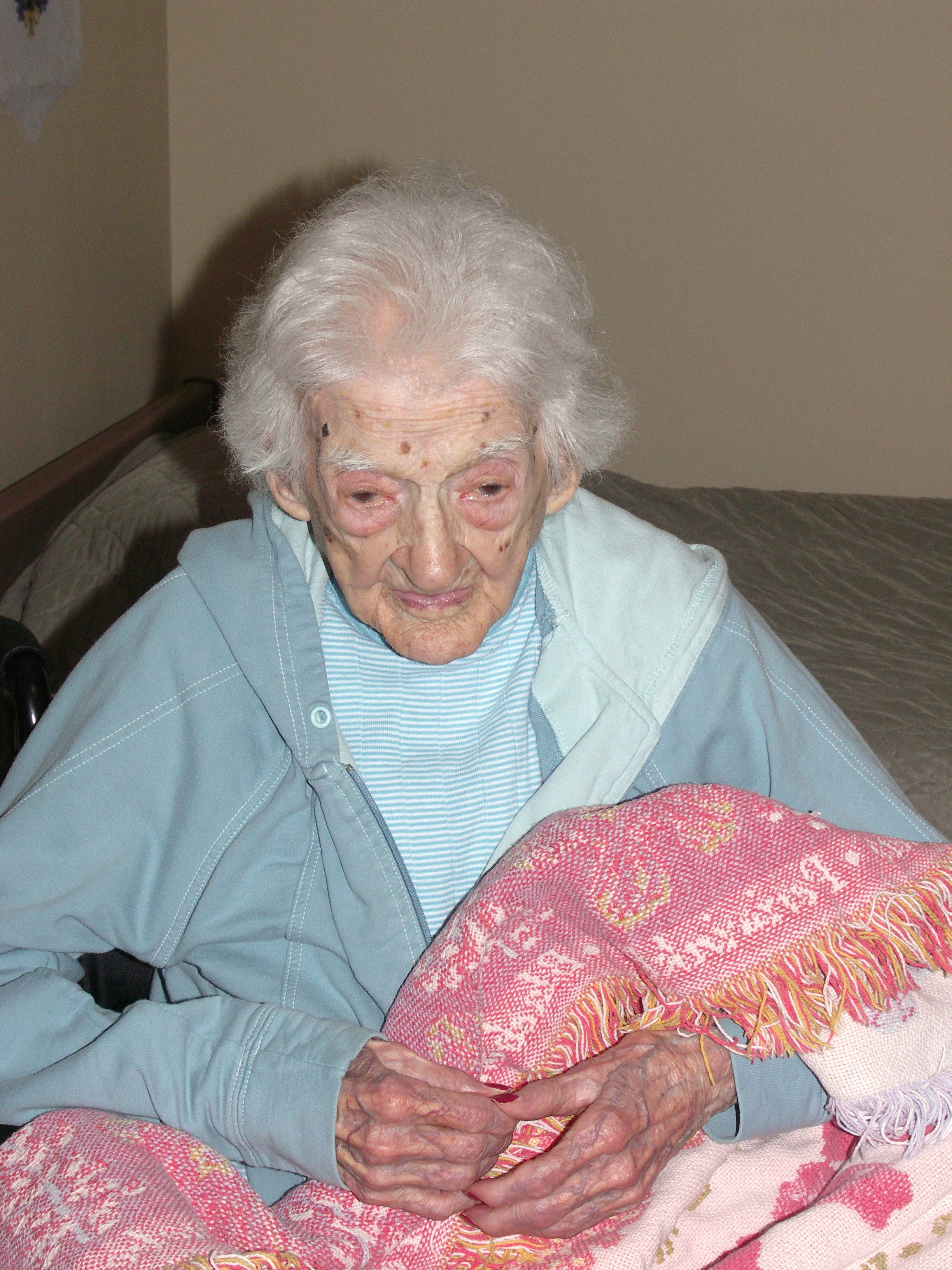
Edna Parker (2007)

Edna Ruth Parker (* 20. April 1893 als Edna Ruth Scott in Shelby County, Indiana, Vereinigte Staaten; † 26. November 2008 in Shelbyville, Indiana, Vereinigte Staaten) war für 15 Monate die älteste lebende Person der Welt. Sie war in zwei Dokumentarfilmen zu sehen und wurde in die DNA-Datenbank für Hundertjährige der Boston University aufgenommen.

## Leben
Parker wuchs auf einer Farm auf und hatte dort die typisch fleisch- und stärkehaltige Ernährung. Sie besuchte die Franklin Senior High School und danach das Franklin College um Lehrerin zu werden. Parker unterrichtet einige Jahre in einem Schulhaus mit zwei Unterrichtsräumen. Am 12. April 1913 heiratet sie ihren Nachbarn Earl Parker. Ihr Mann Earl starb bereits am 23. Februar 1939 und sie hatten zwei Söhne, die beide ihre Mutter überlebten. Ihre beiden Schwestern starben vor ihr mit 99 und 88 Jahren. Bei ihrem Tod hatte sie fünf Enkel, dreizehn Urenkel und dreizehn Ururenkel.
Parker lebte zwischen dem Tod ihres Mannes, sie war damals 45, und ihrem 100. Geburtstag allein auf ihrer Farm. 1993, mit 100 Jahren, zog sie zu ihrem Sohn und kurz danach in ein Pflegeheim im Heritage House Convalescent Center in Shelbyville, Indiana. Bis zu ihrem Tod las Parker jeden Tag die Zeitungen. Sie lernte Gedichte und rezitierte sie.

### Die letzten Jahre
Parkers 100. Geburtstag wurde in der Lokalzeitung berichtet. Ihr 109. Geburtstag wurde landesweit zur Kenntnis genommen und zu ihrem 111. Geburtstag 2004 erhielt sie eine Auszeichnung vom Gouverneur ihres Bundesstaates und vom Präsidenten. 2006 nahm die Boston University für die New England Centenarian Study, eine Studie über die Gene von extrem langlebigen Personen, eine DNA-Probe. Im Januar 2007 wurde sie die älteste Person in den USA und sieben Monate später, nach dem Tod von Yone Minagawa, der Welt. Hierfür wurde sie mit dem „Moment of Indiana History“ ausgezeichnet. 2008 war Parker in einer Folge der Dokumentationsreihe The World’s … and Me zu sehen und 2009 in How to Live Forever. Zu ihren 114. Geburtstag erhielt sie einen Brief von Vizepräsident Dick Cheney, vom Bürgermeister den Schlüssel zur Stadt Shelbyville. und wurde vom Gouverneur und Senator des Staates besucht. Am 21. April 2007 traf sie Berta Fry aus Muncie. Gemeinsam waren sie 227 Jahre und 142 Tage alt. Für dieses Treffen erhielt sie einen Guinness World Records für das höchste kombinierte Alter eines Treffen der Welt. Parker lebte im gleichen Pflegeheim wie Sandy Allen, die größte lebende Frau der Welt.
Für ihren 115. Geburtstag organisierte das Heritage House Convalescent Center zwei Partys, eine öffentliche und eine private Familienfeier. Parker wurde in das Kinderbuch, Girls are Best (2009), als älteste Frau der Welt aufgenommen. Sie starb in ihrem Pflegeheim sieben Monate nach ihrem Geburtstag, am 26. November 2008, im Alter von 115 Jahren und 220 Tagen. Über ihren Tod wurde weltweit berichtet. Parker ist auf dem Shelbyville’s Miller Cemetery bestattet. Nach ihrem Tod wurde Maria de Jesus die älteste lebende Person.